# La Paz (Paraguay)
La Paz es un distrito del departamento de Itapúa, Paraguay, ubicada aproximadamente a 30 km de la Ruta N° 6, la cual une la ciudad de Encarnación con Ciudad del Este.

## Historia
En 1986 por Ley N.º 1204 se funda la «Colonia La Paz», quedando desafectado del distrito de Fram, los colonos japoneses le dieron esa denominación por la tranquilidad del lugar.
La Paz, comunidad relativamente pequeña, integrada por paraguayos y japoneses y sus descendientes, más los nativos que fueron poblando la zona, atraídos por las buenas condiciones de la tierra.
La inmigración japonesa data del año 1958, cuando llegaron las primeras 320 familias y fundaron lo que actualmente es conocida como el distrito de La Paz. La comunidad japonesa del distrito cuenta con una Asociación Japonesa que trabaja para la sociedad y la armonía de sus asociados, cooperando además con el embellecimiento de la ciudad tales como: el mejoramiento de rutas y calles; donde en cooperación con la Municipalidad local; se encargan de mejorar las condiciones de los tramos de comunicación del distrito; proveyendo de maquinarias pesadas para el mantenimiento; tanto de las rutas como de la limpieza, de la zona; y la construcción de puentes.

## Población
Sus pobladores están compuesto por descendientes de inmigrantes extranjeros, en su mayoría japoneses. Es motivo por el cual en las comunidades rurales no es raro encontrar el acento extranjero que se diferencia de lo que se ve en otras zonas del país.

## Ubicación
El distrito de La Paz se encuentra en la zona centro-sur del departamento de Itapúa. Tiene como límites a los siguientes distritos:
- Hohenau al noreste.
- Jesús al sureste.
- Capitán Miranda al sur.
- Fram al suroeste.
- San Pedro del Paraná al noroeste.

## Acceso
Desde la ciudad de Encarnación se puede acceder a La Paz tomando la Ruta N° 6 hasta el distrito de Capitán Miranda donde se toma un desvío asfaltado de aproximadamente 30 km. También existe un desvío asfaltado sobre la Ruta N° 1 en la localidad de Carmen del Paraná la cual atraviesa primero el distrito de Fram.